# 기독교 박해
기독교 박해(基督敎 迫害)는 역사적으로 서력기원 1세기부터 오늘날에 이른다. 초대 기독교인들은 신념 때문에 유대교의 유대인, 또 초기 기독교가 확산된 지역의 다수를 통제한 로마인에 의해 박해를 받았다. 4세기 초에 밀라노 칙령에 의해 종교의 형태가 합법화되었으며 마침내 로마 제국의 국교회가 되었다.
기독교 개종자 및 기독교 선교자는 기독교의 등장 이후 박해의 대상이 되어왔으며 가끔은 신념에 의해 순교를 당하기도 한다.
중세의 이단들, 그리고 특히 종교 개혁은 기독교 교파 간 충돌을 일으켜 교파 상호 간의 박해로 이어졌다.
20세기에 기독교인들은 아르메니아인 집단학살, 아시리아 집단학살, 그리스 학살의 형태로 이슬람 오스만 제국을 포함한 여러 정부에 의해 박해를 받아왔으며 그 외에도 소련, 조선민주주의인민공화국과 같은 무신론 국가들에 의해서도 박해를 받았다. 제2차 세계 대전 중에 일부 기독교 교회는 나치의 이념에 저항한다는 이유로 나치 독일에서 박해를 받았다.
매우 근래에 기독교 선교 단체 오픈도어(영국)는 200,000,000명 이상의 기독교인들이 특히 파키스탄, 사우디아라비아와 같은 중동 국가들에서 박해를 마주치고 있다고 추정한다.

## 같이 보기
- 반가톨릭주의
- 기독교 순교자
- 종교다원주의
- 분류:기독교 순교자